# Juha Isolehto
Juha Marko Isolehto (né le 6 juin 1968 à Kauhajoki) est un athlète finlandais, spécialiste du saut en hauteur.
Il est champion national en 1991, 1992, 1993, 1994, 1995 et 1997. Son record personnel est de 2,30 m obtenu en juin 1995, lors des Paavo Nurmi Games.